# Clavija longifolia
Espèce
Synonymes
- Clavija longifolia (Jacq.) Mez[2]
- Clavija ornata D. Don (préféré par GRIN)[2]
- Clavija ruiziana (Kuntze) Mez[1]
- Theophrasta longifolia Jacq.[2]
- Theophrasta ruiziana Kuntze[1]

Statut de conservation UICN

 NT  : Quasi menacé
Clavija longifolia est une espèce de plantes à fleurs de la famille des Primulaceae.

## Publication originale
- Symbolae Antillanae seu Fundamenta Florae Indiae Occidentalis 2: 438. 1901.